# European Gateway
L’European Gateway est un ferry construit en 1975 par les chantiers Schichau-Unterweser de Bremerhaven (Allemagne). Échoué à Aliağa en juillet 2013, le navire est en cours de démolition.

## Histoire
L’European Gateway est un ferry construit en 1975 par les chantiers Schichau-Unterweser de Bremerhaven (Allemagne) pour la compagnie Townsend Thoresen. En 1982, il a chaviré après avoir été heurté par le Vanguard Speedlink peu de temps après avoir quitté le port d'Harwich. Le navire s'est posé sur un banc de sable. Peu de temps après, il fut renfloué. Déclaré perte totale par les assurances de la Townsend Thoresen, le navire est racheté par la compagnie grecque Clorinda Maritime qui le reconstruit entièrement. Il reprend du service sous le nom de Flavia entre les îles grecques. En 2013, le navire est vendu à la casse. Échoué à Aliağa sous le nom de Lopi, le navire est en cours de démolition.
Ironie du sort, l'ancien European Gateway a retrouvé le Vanguard Speedlink sur les plages de Turquie.

## Galerie

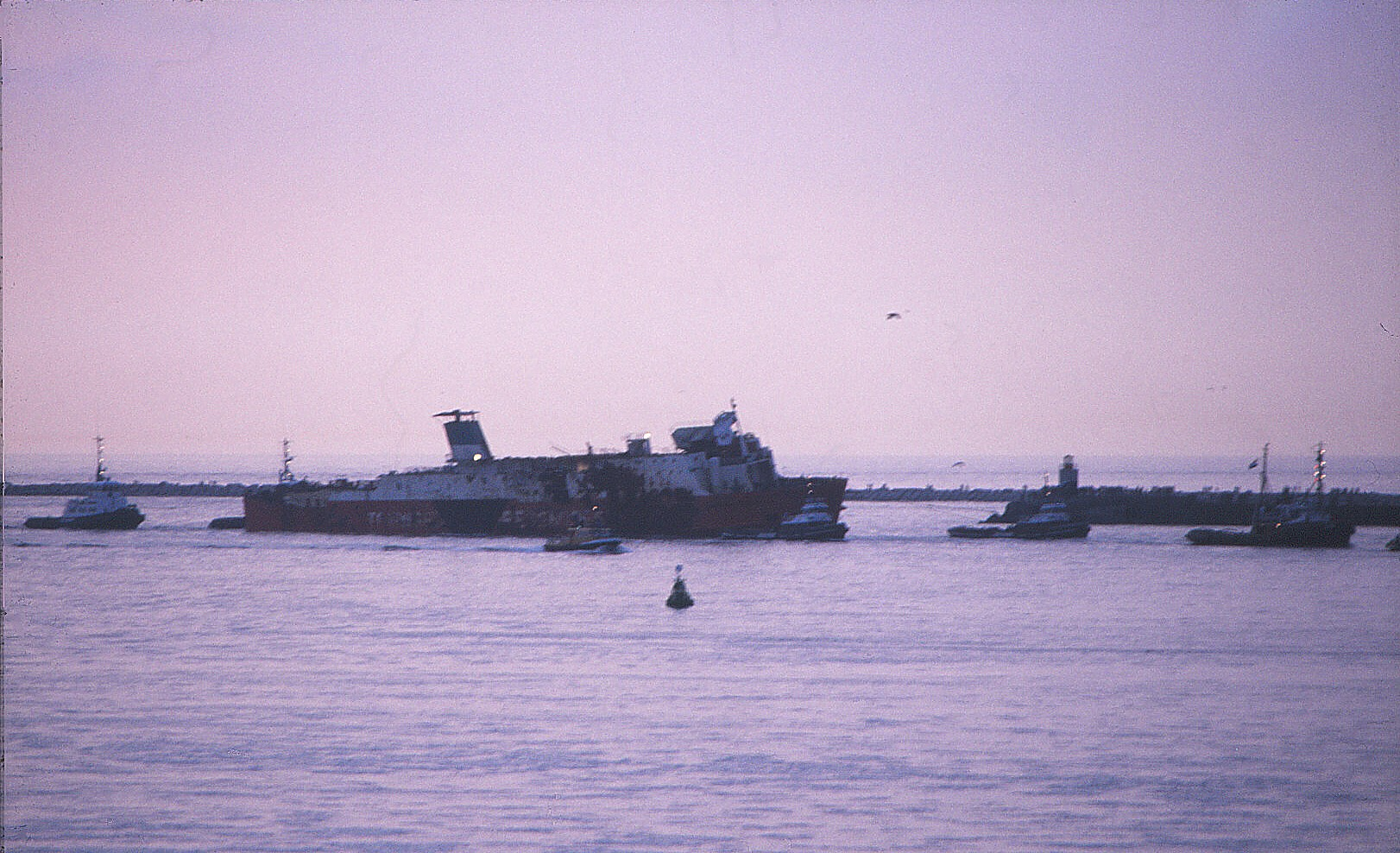
L’European Gateway renfloué remorqué par le Wijsmuller dans le port de Ijmuiden
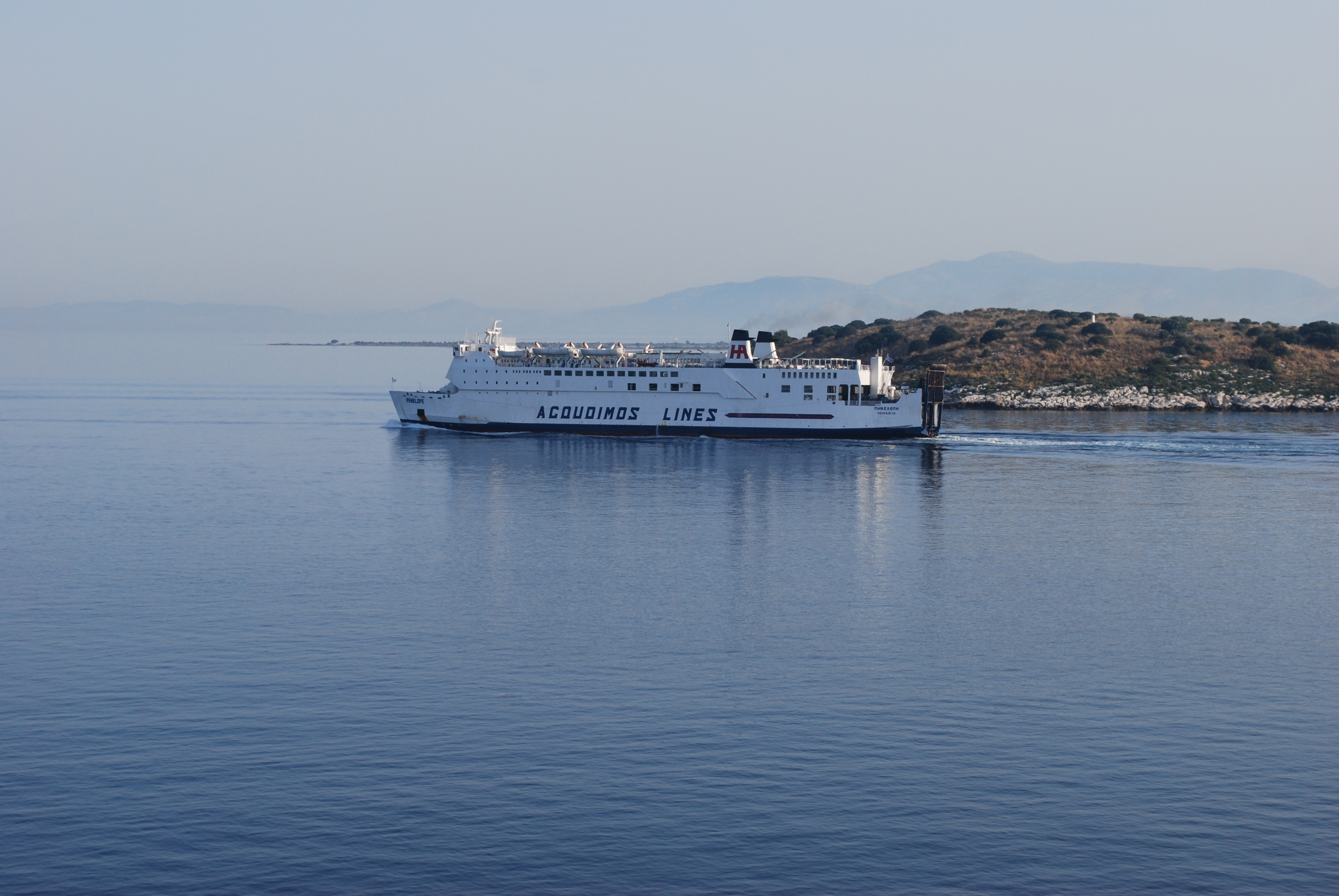
Le Penelope en juillet 2009
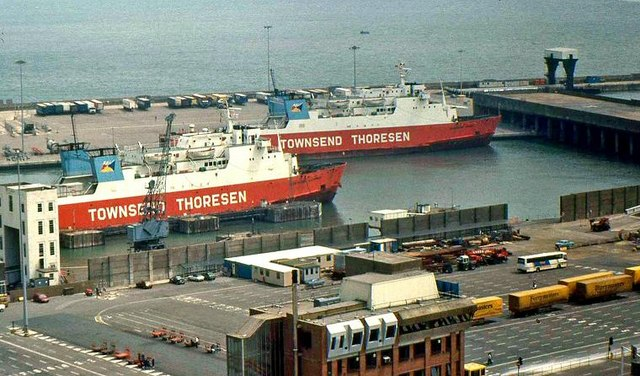
L’European Clearway (à gauche) et l’European Trader (à droite), deux navires jumeaux de l’European Gateway